# Apamea repetita
Apamea repetita är en fjärilsart som beskrevs av Butler 1885. Apamea repetita ingår i släktet Apamea och familjen nattflyn. Inga underarter finns listade i Catalogue of Life.